# T.T.L (Time to Love)
"T.T.L (Time to Love)" là đĩa đơn hợp tác của T-ara và Supernova. Đĩa đơn này có sự góp giọng của Soyeon, Eunjung, Hyomin, Jiyeon (T-ara) và Kwangsu, Jihyuk, Geonil (Supernova). "Time to Love" được phát hành vào ngày 15 tháng 9 năm 2009 và leo lên đứng đầu nhiều bảng xếp hạng trực tuyến.

## Bối cảnh và phát hành
"TTL Listen 2" là đĩa đơn hợp tác của T-ara và Supernova. Không giống như phiên bản trước, phiên bản này có sự góp giọng của tất cả thành viên hai nhóm. "TTL Listen 2" là đĩa đơn hợp tác thứ hai của hai nhóm sau bài "T.T.L (Time to Love)". Nhờ thành công của đĩa đơn trước, T-ara và Supernova tiếp tục ghi âm phiên bản thứ hai. Mặc dù giai điệu phần điệp khúc vẫn giống nhau, nhưng lời bài hát và các đoạn rap đã được thay đổi.